# 주간고속도로 제84호선 (오리건주-유타주)
주간고속도로 제84호선 서부선(영어: Interstate 84 (west), I-84W)은 서부 오리건주 포틀랜드(Portland)에서 중서부 유타주 에코(Echo)를 연결하는 총 연장 1238.58km의 고속도로이다. 초기에 84호선 서부선이 건설되었을 때는 80호선의 지선 역할을 한다고 해서 "80호선이 가지 않는 북부를 통과한다"라는 뜻을 담고 있는 80N으로 불렸다.
84호선은 포틀랜드와 아이다호주의 보이시, 유타주의 오그던을 직통으로 이어주며 82호선을 통해 시애틀과도 간접적으로 연결되고 15호선을 통해 솔트레이크시티와도 연결된다.
미국 북동부에 위치한 84호선은 동부선으로 이 서부선과는 번호만 같을 뿐, 완전히 별개이다.

## 같이 보기
- 주간고속도로 제84호선 (펜실베이니아주-매사추세츠주)